# Oximetazolina
Cloridrato de oximetazolina é uma amina simpaticomimética com acção adrenérgica, derivada da imidazolina. É um agente simpaticomimético incompleto, com acção vasoconstritora e relaxante da musculatura lisa intestinal, desprovido porém de actividade sobre o miocárdio, a musculatura lisa dos brônquios e vasos da musculatura esquelética.

## Usos medicinais
O cloridrato de oximetazolina é geralmente usado em descongestionantes nasais com uma concentração de 0.05%. O cloridrato de oximetazolina exerce acção sobre as fibras musculares lisas das arteríolas existentes na mucosa nasal quando aplicado sobre esta mucosa congestionada por processos alérgicos, infecções (como gripes e resfriados) e alterações vasomotoras. Estimula a sua vasoconstrição, reduz a vasodilatação responsável pelo edema da mucosa e a hipersecreção. Dessa forma, alivia a obstrução nasal e desta forma facilita fluxo de ar.